# Felipe Carías
Felipe Antonio Carías Nolasco es un exfutbolista guatemalteco que se desempeñaba como delantero.

## Trayectoria
Jugó en cinco equipos de la Liga Nacional de Guatemala, entre 1968 y 1980. Ganó varios títulos, con Municipal y Aurora.

## Clubes
| Club                      | País      | Año       |
| ------------------------- | --------- | --------- |
| Tipografía Nacional       | Guatemala | 1968-1970 |
| Universidad de San Carlos | Guatemala | 1970-1971 |
| Municipal                 | Guatemala | 1972-1977 |
| Aurora                    | Guatemala | 1977-1980 |
| Antigua                   | Guatemala | 1980      |

## Palmarés

### Títulos nacionales
| Título        | Equipo    | País      | Año  |
| ------------- | --------- | --------- | ---- |
| Liga Nacional | Municipal | Guatemala | 1973 |
| Liga Nacional | Municipal | Guatemala | 1974 |
| Liga Nacional | Municipal | Guatemala | 1976 |
| Liga Nacional | Aurora    | Guatemala | 1978 |

### Títulos internacionales
| Título                           | Equipo    | País      | Año  |
| -------------------------------- | --------- | --------- | ---- |
| Copa Fraternidad Centroamericana | Municipal | Guatemala | 1974 |
| Copa de Campeones de la Concacaf | Municipal | Guatemala | 1974 |
| Copa Fraternidad Centroamericana | Aurora    | Honduras  | 1979 |